# اسوتلانا کوزنتسووا
اسوتلانا کوزنتسوا ( به سریلیک: ؛ متولد۲۷ ژوئن ۱۹۸۵)، یک تنیسور زن حرفه‌ای است که اکنون در ردهٔ ۴ جهانی قرار دارد. او در حال حاضر در میان تنیسورهای روسی، بالاترین رتبه را داراست. وی برندهٔ رقابت‌های تک‌نفرهٔ آزاد آمریکای ۲۰۰۴ و نیز رانر-آپ تک‌نفره‌های آزاد فرانسه ۲۰۰۴ و آزاد آمریکای ۲۰۰۷ می‌باشد.
نام خانوادگی کوزنتسوا (Kuznetsova) (شکل مؤنث کوزنتسوف) دارای سیلاب -تسوف و -تسوا است که که در روسی تلفظ می‌شود.

## فینال‌های حرفه (۵۲)

### تک‌نفره (۲۴)

#### برد (۹)
| قهرمان (تک‌نفره)       |
| --------------------- |
| ‎ Tier I (1)‎           |
| ‎ Tier II (3)‎          |
| ‎ Tier III (3)‎         |
| ‎ Tier IV (1)‎          |
| عنوان گرند اسلم (۱)   |
| قهرمانی دبلیوتی‌ای (۰) |